# Tivoli (Lazio)
Tivoli ókori nevén Tibur, város, egyben alapszintű közigazgatási egység, azaz comune Olaszországban, Lazio régióban, Róma megyében Lakosainak száma 54 916 fő (2023. január 1.). Tivoli Castel Madama, Guidonia Montecelio, Róma, San Gregorio da Sassola, Vicovaro, Marcellina és San Polo dei Cavalieri községekkel határos.
A nagy múltú település és püspöki székhely az ugyancsak a városról elnevezett Monti Tiburtini hegység nyugati lejtőjén, az Aniene folyó partján terül el, körülbelül 30 kilométerre Rómától, Nevezetes látnivalói közül a leghíresebb a Villa d'Este reneszánsz kertje a szökőkútjaival.
A város legalább a reneszánsz kora óta az úri társaság divatos nyári szórakozóhelye volt, és neve így vált fogalommá. Ma világszerte sok tucatnyi kert, kastély, vidámpark, színház, sportcsarnok és hasonló intézmények viselik a nevét.

## Története
A Róma körüli alacsony dombos vidék, a Campagna Romana és az Appenninek hegyvidéke találkozásánál, a bővizű folyó mentén az ősi Itália lakói már korán kedvező klímájú, letelepedésre alkalmas helyet találtak, ami egyben lehetővé tette az Abruzzo felől érkező forgalom ellenőrzését is.
A római hagyomány Tibur város alapítását az i. e. 1215. évre teszi. A legrégebbi emlékeket az i. e. 4. századra sikerült datálni, ezek a fellegvárat körülvevő fal maradványai. Róma már i. e. 380-ban kiterjesztette befolyását a városra, és kiépült az ide vezető út, a Via Tiburtina is. Az i. e. 2. században a városban jelentős fejlődés indult el, középületeket, templomokat emeltek. Közülük ma is látható az Augusteum, a Mensa Ponderaria (a súlyok és mértékek hivatala), valamint egy bazilika (ókori római középület) nyomai a mai katedrális apszisa mögött. Két híres templomot is építettek az ókori fellegvár, az akropolisz területén; az egyiket, egy négyszögletes alaprajzút Szibilla templomának tartják, a másikat, a kereket Vesta templomának. A középkorban mindkettőből keresztény templom lett. Egy római amfiteátrum nyomai is megfigyelhetők a középkori Rocca Pia erődítmény mellett.
A város közelében, a hegyek lábánál épült a 2. században a Villa Adriana, Hadrianus római császár palotakomplexuma.

### Tivoli a középkorban
A Római Birodalom bukása után, amikor a vidéki római villák pusztulásnak indultak, Tivoli meg tudta őrizni életképességét és politikai függetlenségét. A 10. században a független Tivoli (Tibur) Róma egyik legfőbb vetélytársa volt az elszegényedett Lazió kormányzásának igényében. 1001-ben III. Ottó német-római császár meghódította és a város pápai fennhatóság alá került. Barbarossa Frigyes idején új fellendülés következett be: 1155-ben új városfalakat emeltek, a város területe jelentősen kibővült. A 11. és 12. században sok lakótorony is épült itt, amelyek közül számos máig fennmaradt.
Tivolinak sikerült a 15. századig fenntartania a függetlenség egy változó szintjét: a város erejének a szimbólumai voltak az Arengo-palota, a Torre del Comune, és a Szent Mihály-templom. A lakosság növekedett.

### Tivoli a reneszánsz korától
1461-ben II. Piusz pápa rendelte el a Rocca Pia („Piusz sziklája”) nevű erődítmény építését a város feletti pápai hatalom biztosítására, az Aniene folyó völgyének ellenőrzésére. Az 1700-as években francia, majd osztrák csapatok foglalták el, kaszárnyának és börtönnek használták, aztán a napóleoni háborúktól egészen 1960-ig folyamatosan börtönként szolgált.

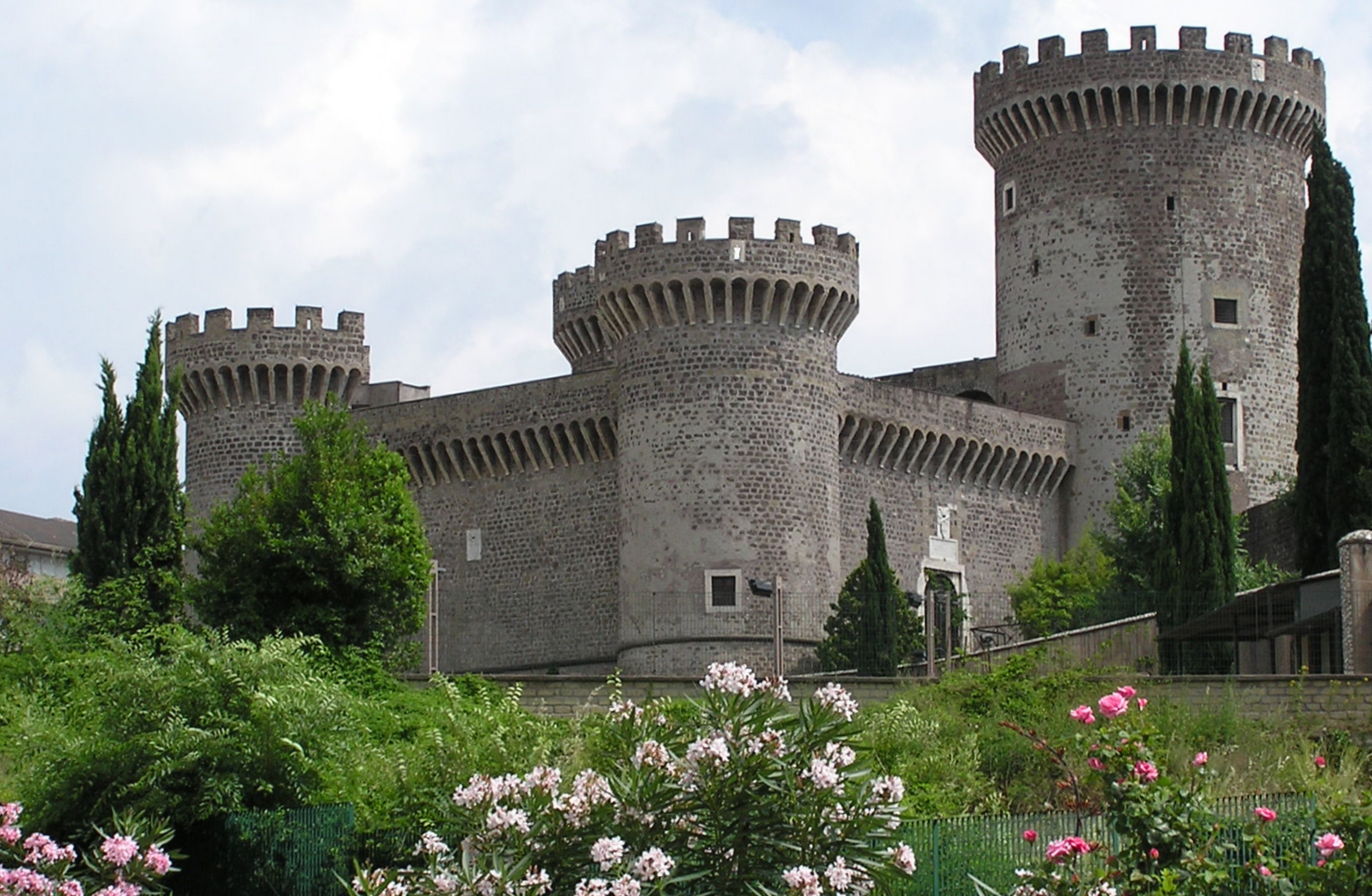
A Rocca Pia

A 16. században, a reneszánsz virágkorában épült a város azóta is leghíresebb épülete, a 2001 óta világörökségi védettség alatt álló  Villa d’Este, az olasz építészet egyik mesterműve, világszerte különösen nevezetes a szökőkútjairól. A sikeres építkezés is divatossá tette a városkát és számos más főúr is palotát emeltetett itt. A század végén új városházát is építettek római kori és középkori maradványok felhasználásával.
A város két emblematikus temploma, a Szent Lőrinc-katedrális (1635–40) és a jezsuita Jézus temploma is a barokk korszakban épült, de utóbbi 1944 májusában a szövetséges bombázások áldozata lett.
A meredek esésű, bővízű folyó áradásai a történelem során gyakran okoztak nagy károkat. 1826-ban egy újabb katasztrofális áradás után új mederbe és alagutakba terelték a vizet a további károk megakadályozása érdekében és így egy új, száz méteres esésű vízesést alakítottak ki XVI. Gergely pápa rendeletére az ugyancsak általa építtetett Villa Gregoriana közelében.

## Gazdaság
A Rómába vezető út mentén már az ókor óta szinte folyamatosan működő hatalmas kőfejtő látható, ahol travertínó követ bányásznak. Tivoli szép vízesései energiájának egy részét elektromos áram termelésére fordítják. A szomszédos dombokat szőlőskertek és olajfaligetek borítják. A középkorig nyúlik vissza a helyi papírgyártás és az erre alapuló nyomdászat.

## Tivoli a művészetekben

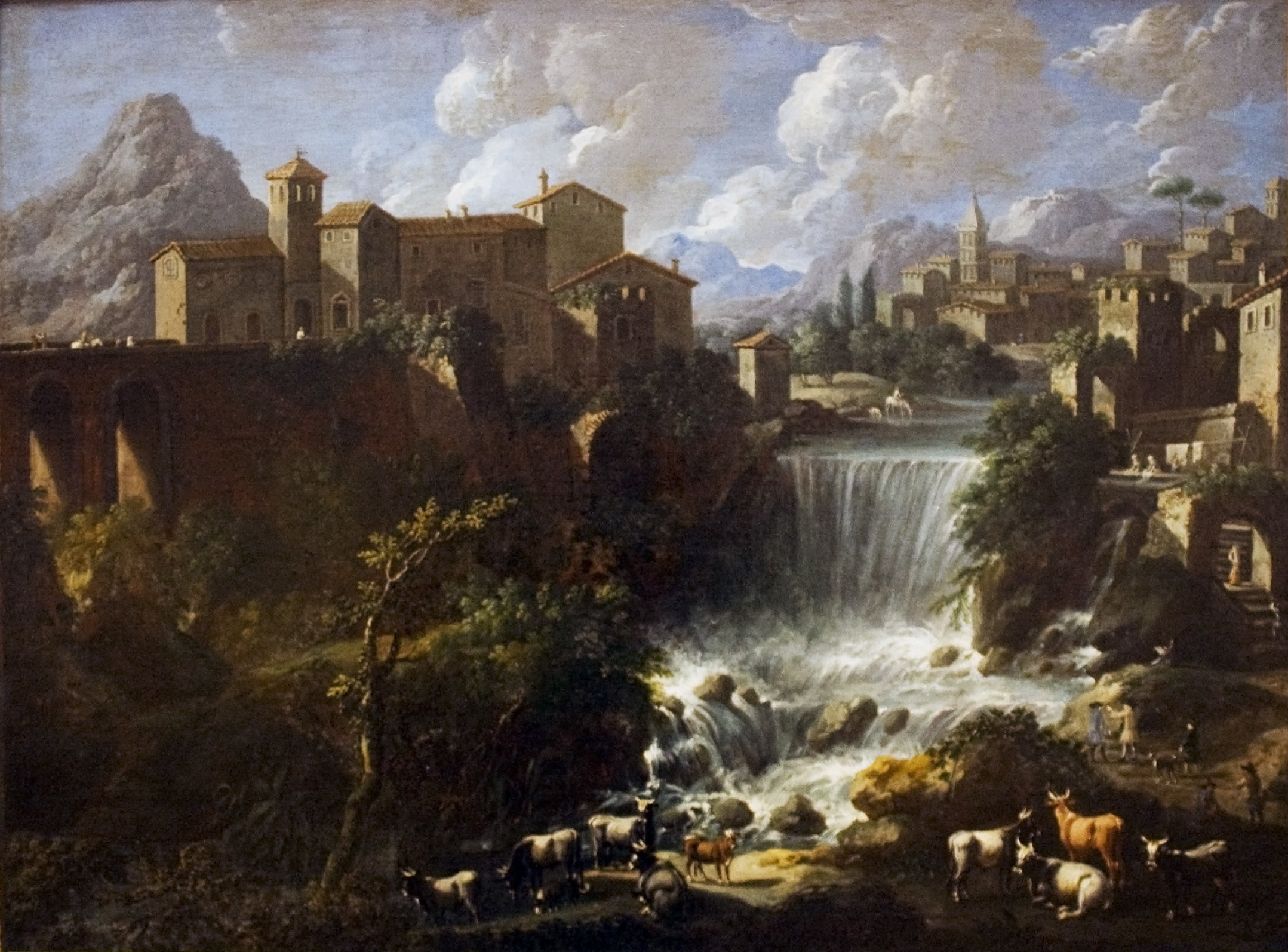
Tivoli vízesése Johann Melchior Roos festményén

A reneszánsz idején Európában minden sikerekre vágyó festőnek feltétlenül el kellett zarándokolni Itáliába, és ottani tanulása során megfestenie a klasszikus, „festői” témákat. Közéjük tartozott a tivoli mesterséges vízesés is, amelynek mellékelt képét Johann Melchior Roos festette.
Liszt Ferenc az 1870-es években gyakran időzött barátja, Gustav Hohenlohe bíboros nyári lakában, a Villa d'Estében. A park pompás szökőkútjai inspirálták Lisztet A Villa d’Este szökőkútjai című zongoradarab komponálására, amely 1877-ben készült el, és a Zarándokévek (Années de pèlerinage) harmadik ciklusának része lett. Ezt a darabot tartják az első impresszionista zeneműnek.

## Fő látványosságok
- Villa Adriana
- Villa d'Este
- Villa Gregoriana
- Rocca Pia